# Gavray-sur-Sienne
Gavray-sur-Sienne est une commune française, située dans le département de la Manche en région Normandie, peuplée de 2 028 habitants.
Elle est créée le 1er janvier 2019 sous le statut de commune nouvelle après la fusion de Gavray, Le Mesnil-Amand, Le Mesnil-Rogues et Sourdeval-les-Bois.

## Géographie
| Lengronne            | Saint-Denis-le-Gast, La Baleine | Hambye             |
| Ver La Meurdraquière | Gavray-sur-Sienne               | Percy-en-Normandie |
| Équilly, Beauchamps  | Le Mesnil-Villeman              | Montaigu-les-Bois  |

### Hydrographie
La commune est située dans le bassin Seine-Normandie. Elle est drainée par la Sienne, l'Airou, la Bérence, le Doucoeur, le Blanc Douit, un bras de la Gièze, le cours d'eau 01 de la Boulinière, le cours d'eau 01 de la Chesnonnière, le cours d'eau 01 de la Douitie, le cours d'eau 01 de la Haute Provostière, le cours d'eau 01 de la Laquerie, le cours d'eau 01 de la Pètussière, le cours d'eau 01 de Montereau, le cours d'eau 01 des Fieffes, le cours d'eau 01 du Château de la Haye, le cours d'eau 01 du Rault Bidel, le cours d'eau 02 des Landelles, le cours d'eau 02 du Pont Coquet, le cours d'eau 03 de la commune de Gavray, le cours d'eau 03 de la Pépinière, le cours d'eau 07 de la commune du Mesnil-Garnier, le fossé 01 de la Grosterie, le fossé 01 de la Vassourie, le fossé 01 du Moulin de la Forêt, le ruisseau de la Falaise, le ruisseau de la Morte Femme, le ruisseau de la Pierre des Trois Villes et le ruisseau Menard,,.
La Sienne, d'une longueur de 93 km, prend sa source dans la commune de Noues de Sienne et se jette  dans le golfe de Saint-Malo en limite de Agon-Coutainville et de Regnéville-sur-Mer, après avoir traversé 21 communes. Les caractéristiques hydrologiques de la Sienne sont données par la station hydrologique située sur la commune de Cérences. Le débit moyen mensuel est de 7,67 m3/s. Le débit moyen journalier maximum est de 109 m3/s, atteint lors de la crue du 14 novembre 2010. Le débit instantané maximal est quant à lui de 154 m3/s, atteint le 16 décembre 2011.
L'Airou, d'une longueur de 30 km, prend sa source dans la commune de La Trinité et se jette  dans la Sienne à Ver, après avoir traversé douze communes. Les caractéristiques hydrologiques de l'Airou sont données par la station hydrologique située sur la commune. Le débit moyen mensuel est de 1,79 m3/s. Le débit moyen journalier maximum est de 21,8 m3/s, atteint lors de la crue du 26 janvier 1995. Le débit instantané maximal est quant à lui de 29,3 m3/s, atteint le 25 octobre 1998.
La Bérence, d'une longueur de 11 km, prend sa source dans la commune de Fleury et se jette  dans la Sienne sur la commune, après avoir traversé cinq communes. 

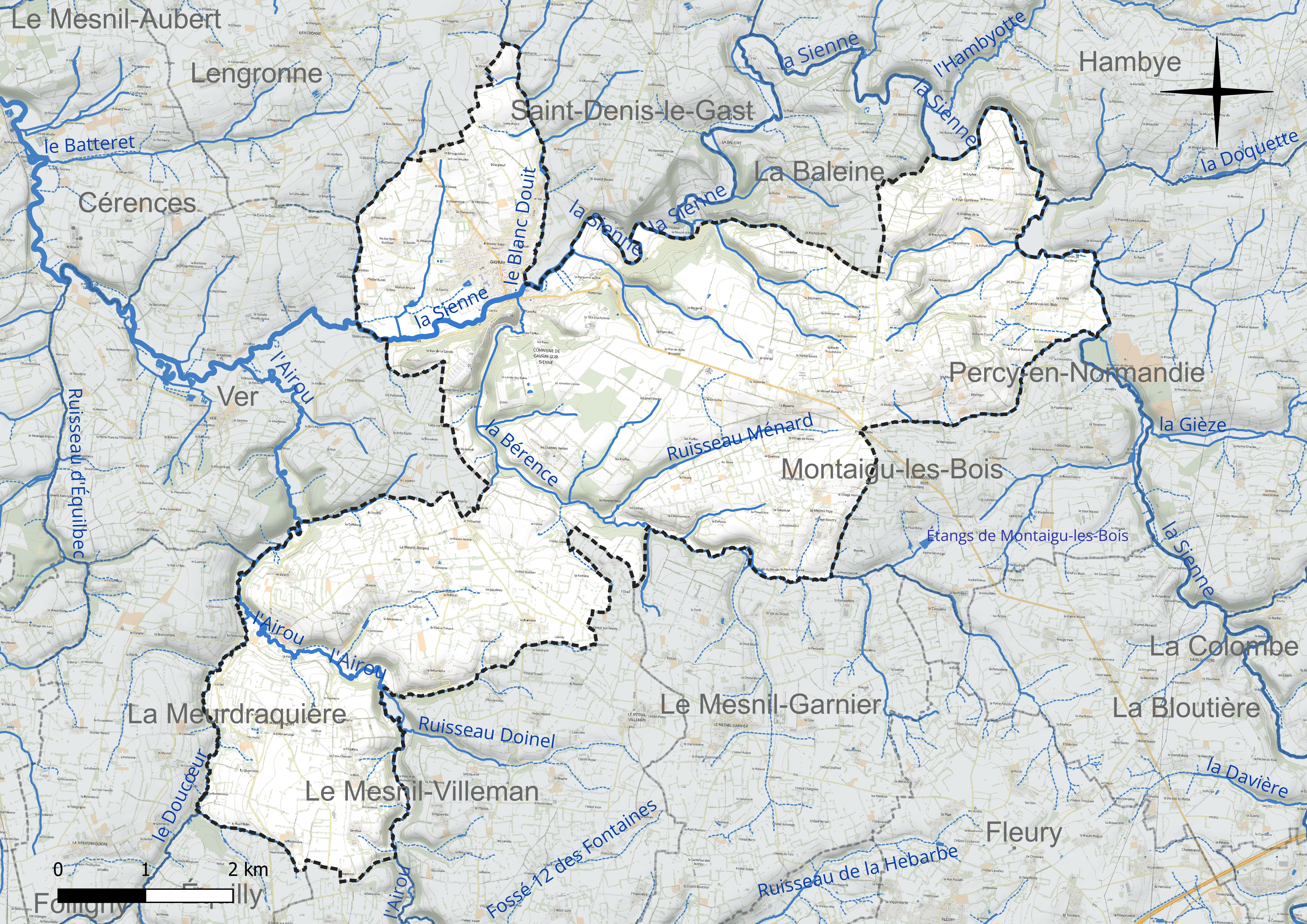
Réseau hydrographique de Gavray-sur-Sienne.

### Climat
Pour des articles plus généraux, voir Climat de la Normandie et Climat de la Manche.
En 2010, le climat de la commune est de type climat océanique franc, selon une étude du CNRS s'appuyant sur une série de données couvrant la période 1971-2000. En 2020, Météo-France publie une typologie des climats de la France métropolitaine dans laquelle la commune est exposée à un climat océanique et est dans la région climatique Normandie (Cotentin, Orne), caractérisée par une pluviométrie relativement élevée (850 mm/a) et un été frais (15,5 °C) et venté. Parallèlement le GIEC normand, un groupe régional d’experts sur le climat, différencie quant à lui, dans une étude de 2020, trois grands types de climats pour la région Normandie, nuancés à une échelle plus fine par les facteurs géographiques locaux. La commune est, selon ce zonage, exposée à un « climat contrasté des collines », correspondant au Bocage normand, bien arrosé, voire très arrosé sur les reliefs les plus exposés au flux d’ouest, et frais en raison de l’altitude.
Pour la période 1971-2000, la température annuelle moyenne est de 10,9 °C, avec une amplitude thermique annuelle de 12 °C. Le cumul annuel moyen de précipitations est de 969 mm, avec 14 jours de précipitations en janvier et 9,2 jours en juillet. Pour la période 1991-2020, la température moyenne annuelle observée sur la station météorologique la plus proche, située sur la commune de Cerisy-la-Salle à 14 km à vol d'oiseau, est de 11,5 °C et le cumul annuel moyen de précipitations est de 1 112,5 mm,. Pour l'avenir, les paramètres climatiques de la commune estimés pour 2050 selon différents scénarios d’émission de gaz à effet de serre sont consultables sur un site dédié publié par Météo-France en novembre 2022.

## Urbanisme

### Typologie
Au 1er janvier 2024, Gavray-sur-Sienne est catégorisée bourg rural, selon la nouvelle grille communale de densité à sept niveaux définie par l'Insee en 2022.
Elle est située hors unité urbaine et hors attraction des villes,.

## Toponymie
Voir : toponymie de Gavray.
La Sienne est un fleuve côtier qui prend sa source dans le Calvados et se jette au havre de Regnéville dans la Manche,.

## Histoire

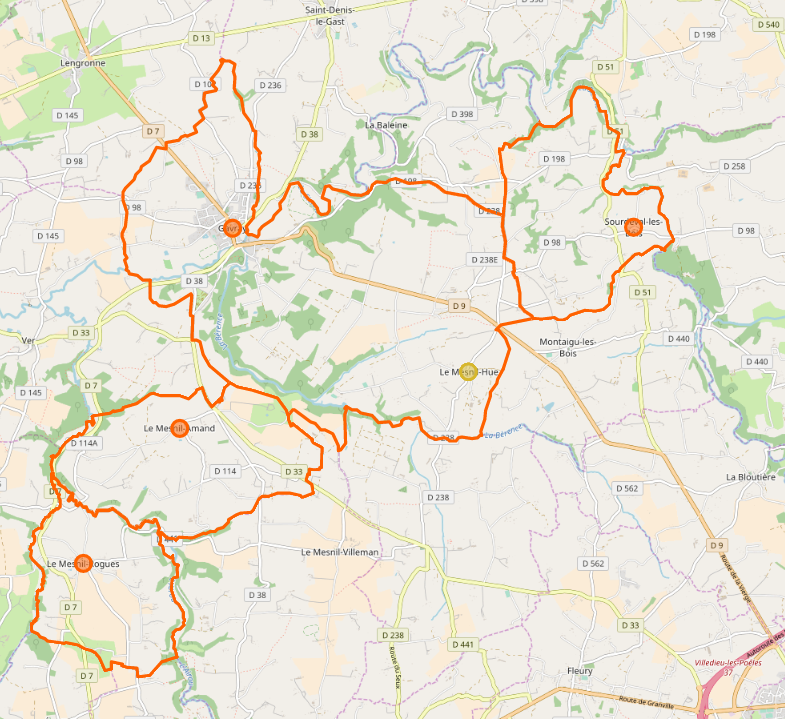
Carte de la commune nouvelle

L'histoire de la commune est celle des anciennes communes fusionnées.
En avril 2018, le maire du Mesnil-Amand relance un projet de communes nouvelles vers l'ensemble des communes de l'ancien canton de Gavray et un mois après, cinq communes décident d'élaborer la charte de fonctionnement de la commune nouvelle rassemblant Gavray, Le Mesnil-Amand, Le Mesnil-Rogues et  Sourdeval-les-Bois et La Baleine.
La commune de La Baleine était présent au début de la réflexion mais le projet est rejeté par son conseil municipal.

## Politique et administration

### Liste des maires successifs
| Période        | Période                      | Identité    | Étiquette | Qualité                                                      |
| -------------- | ---------------------------- | ----------- | --------- | ------------------------------------------------------------ |
| 7 janvier 2019 | En cours (au 8 janvier 2019) | Guy Nicolle | UDI       | Agent général d'assurances Maire délégué de Gavray (2019 → ) |

### Communes déléguées
| Nom                | Code Insee | Intercommunalité           | Superficie (km2) | Population (dernière pop. légale) | Densité (hab./km2) |
| ------------------ | ---------- | -------------------------- | ---------------- | --------------------------------- | ------------------ |
| Gavray (siège)     | 50197      | CC Coutances Mer et Bocage | 20,6             | 1 447 (2016)                      | 70                 |
| Le Mesnil-Amand    | 50301      | CC Coutances Mer et Bocage | 6,78             | 170 (2016)                        | 25                 |
| Le Mesnil-Rogues   | 50320      | CC Coutances Mer et Bocage | 4,78             | 152 (2016)                        | 32                 |
| Sourdeval-les-Bois | 50583      | CC Coutances Mer et Bocage | 5,86             | 211 (2016)                        | 36                 |

## Population et société

### Démographie
L'évolution du nombre d'habitants est connue à travers les recensements de la population effectués dans la commune depuis sa création.
En 2022, la commune comptait 2 028 habitants, en évolution de +2,42 % par rapport à 2016 (France hors Mayotte : +2,11 %).
| 2016  | 2021  | 2022  |
| ----- | ----- | ----- |
| 1 980 | 2 004 | 2 028 |

## Culture locale et patrimoine

### Lieux et monuments
Les lieux et monuments de la commune sont ceux des anciennes communes fusionnées.

#### Patrimoine civil
- Site de ruines aménagées du château ducal qui fut l'un des plus puissants de la région, à la croisée des chemins venant de Coutances et de Caen vers Avranches et le mont Saint-Michel. Il ne subsiste que les fondations, quelque peu réaménagées.
- Mairie, ancien siège de la vicomté, de la fin du XVIIIe siècle[53].

#### Patrimoine religieux
La paroisse de Gavray fut donnée à l'évêché de Bayeux par celui de Coutances. Elle est aujourd'hui revenue à ce dernier.
- Église Sainte-Trinité, qui vient de fêter son centenaire.  L'église, non achevée (il lui manque sa flèche et son orgue), présente un ensemble de vitraux, dont ceux du chœur. La chaire mesure plus de 8 mètres de haut.
- Manoir et chapelle Saint-Jean-Baptiste.
- Église Saint-Étienne du Mesnil-Hue, du XVIIe siècle.
- Église Saint-Jean-Baptiste du Mesnil-Bonant, du XVIIe.
- Église Saint-Laurent du Mesnil-Rogues du XIVe siècle.
- Église Notre-Dame de Sourdeval-les-Bois[54].
- Église Saint-Pierre de la Haye-Comtesse.
- Église Saint-Pierre du Mesnil-Amand (début XXe siècle).

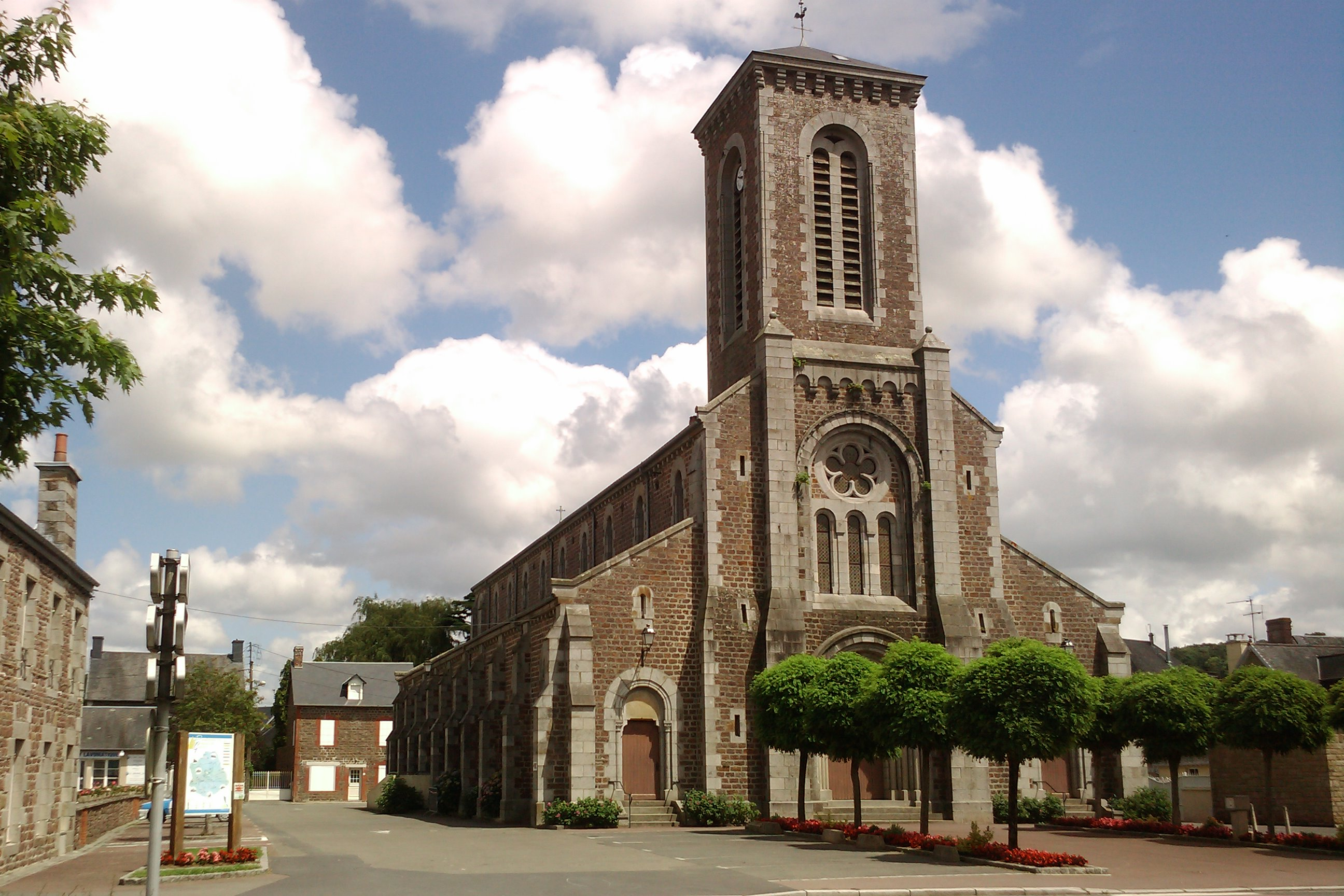
L'église Sainte-Trinité.
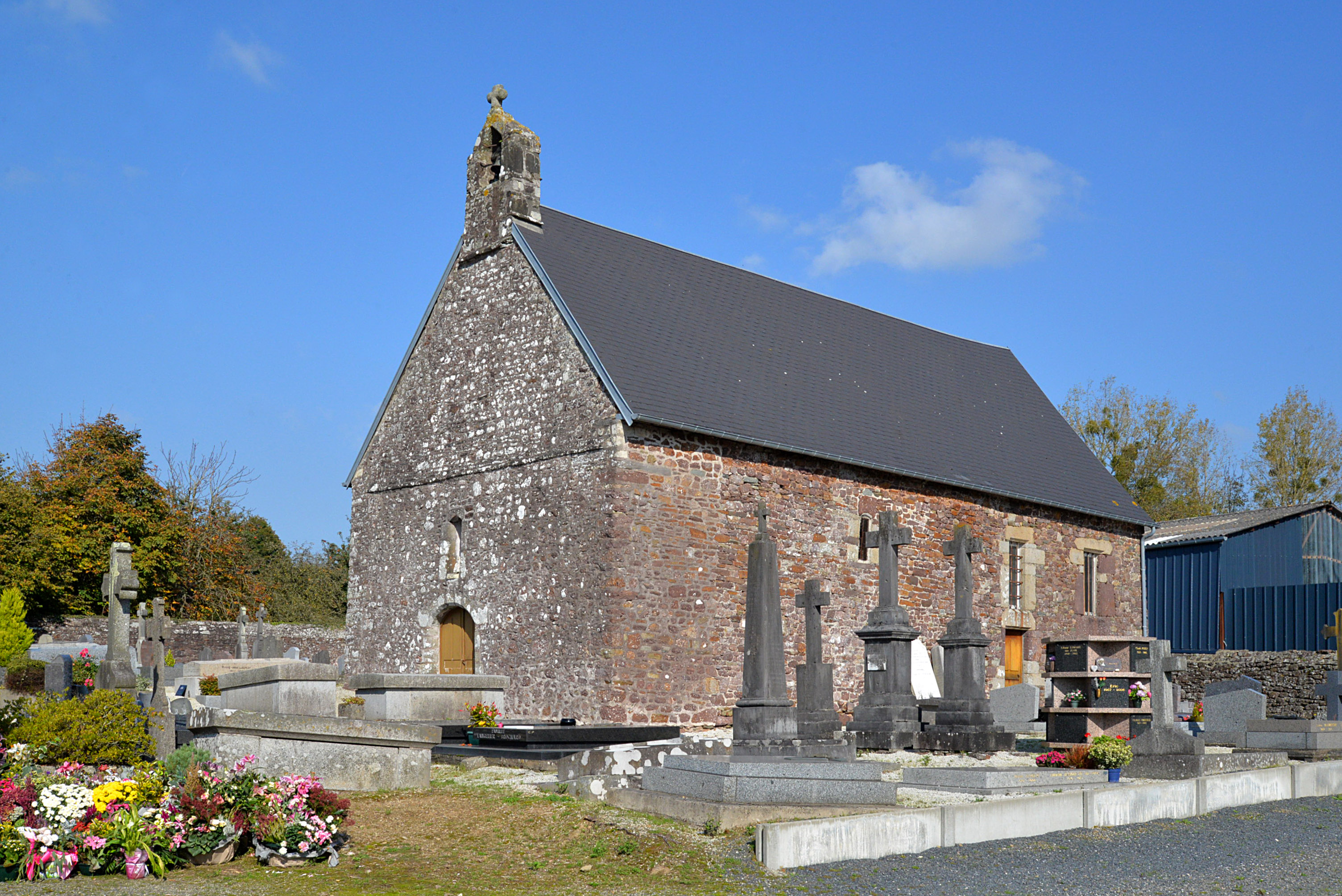
La chapelle Saint-Jean-Baptiste.
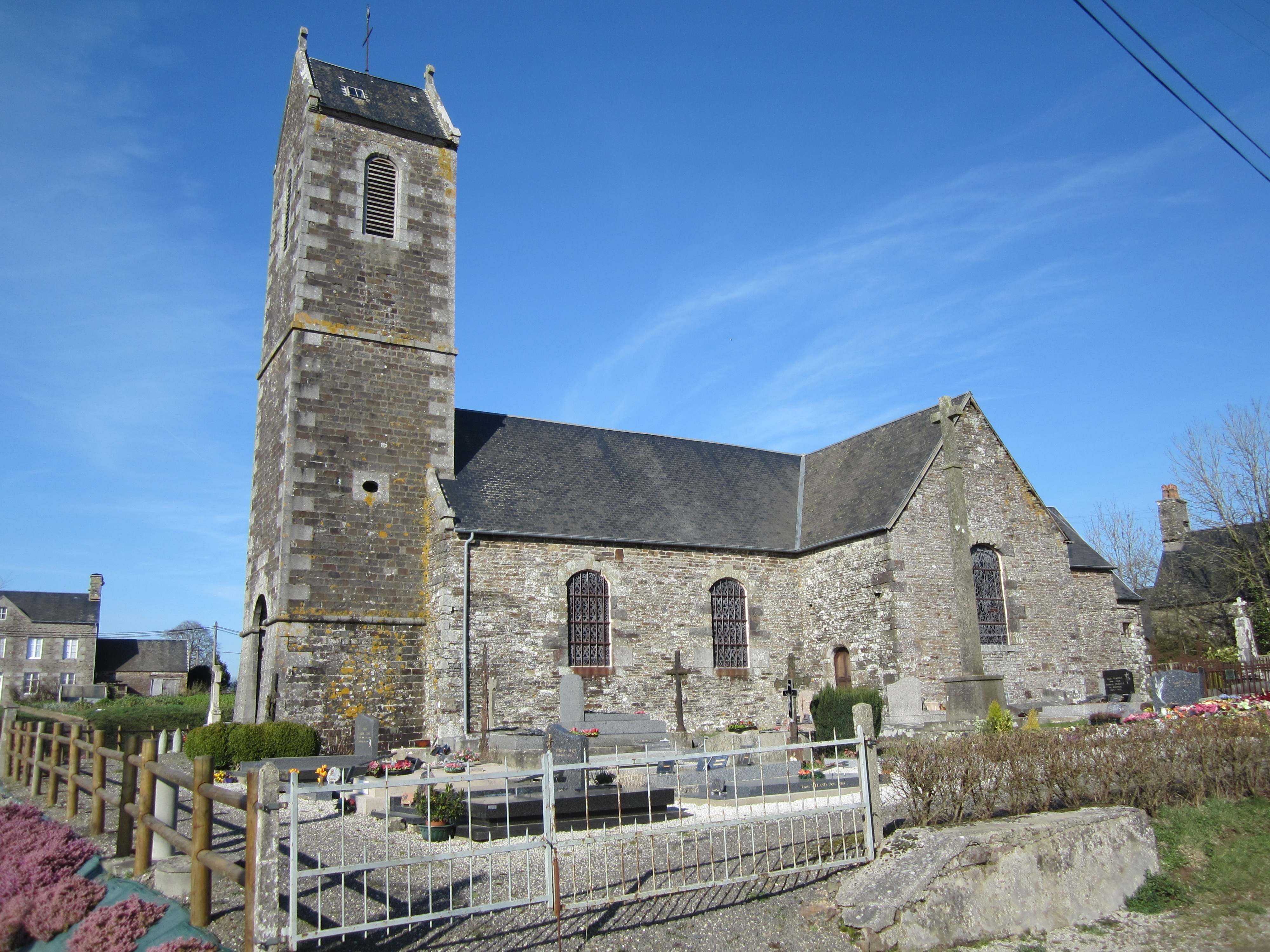
L'église Saint-Étienne. Le Mesnil-Hue.
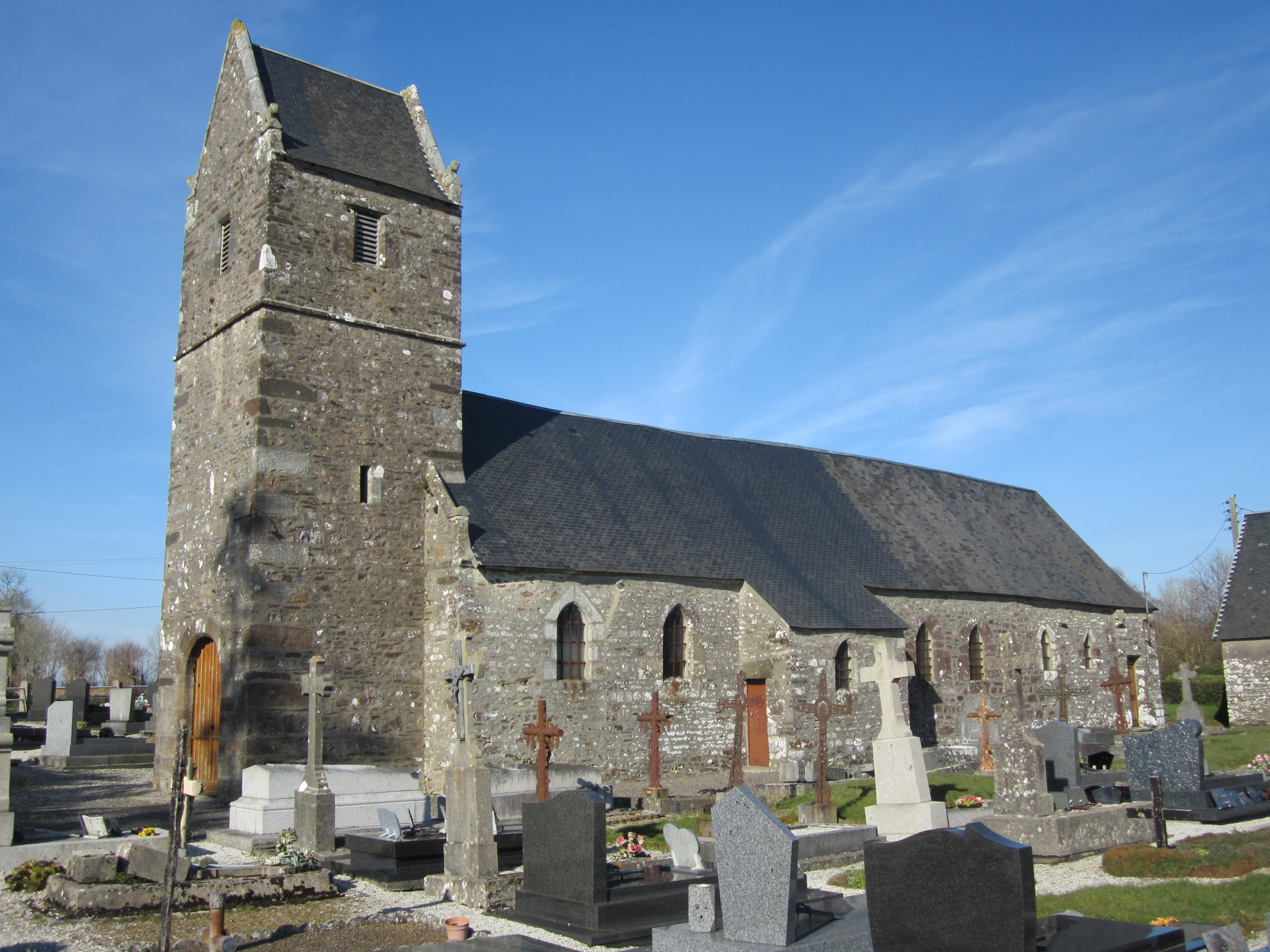
L'église Saint-Jean-Baptiste. Le Mesnil-Bonant.
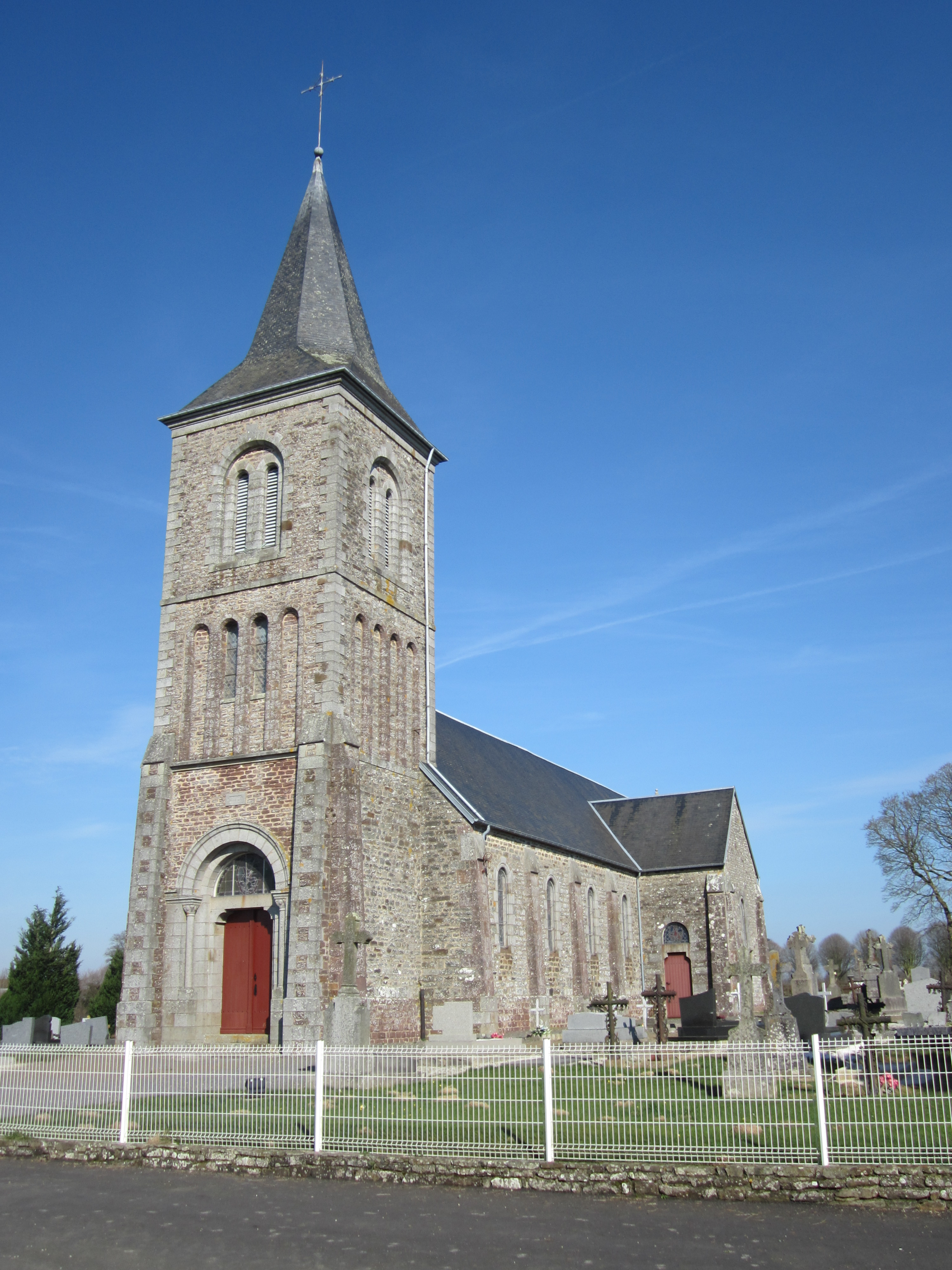
L'église Saint-Pierre du Mesnil-Amand.
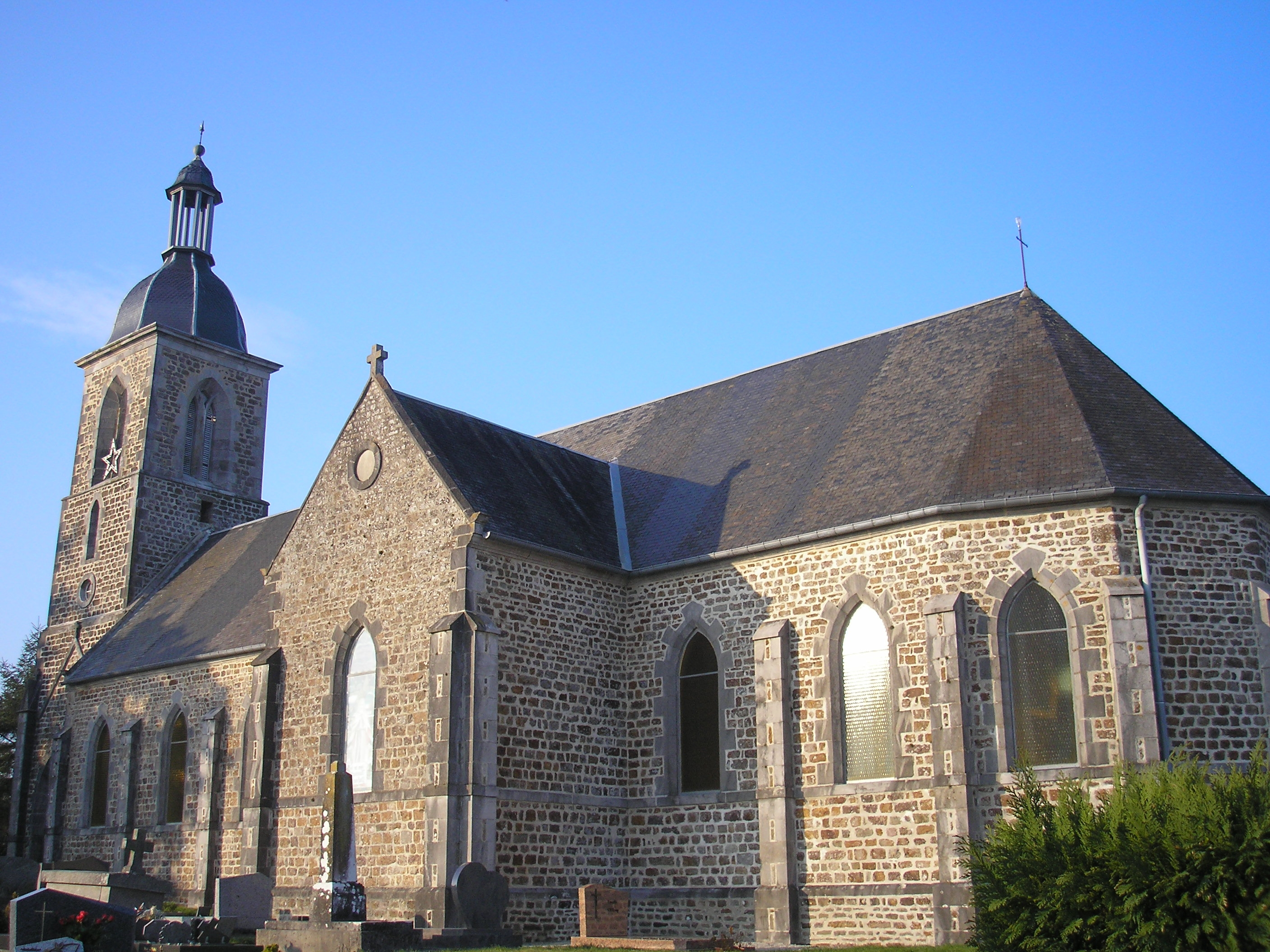
L'église Saint-Pierre de la Haye-Comtesse
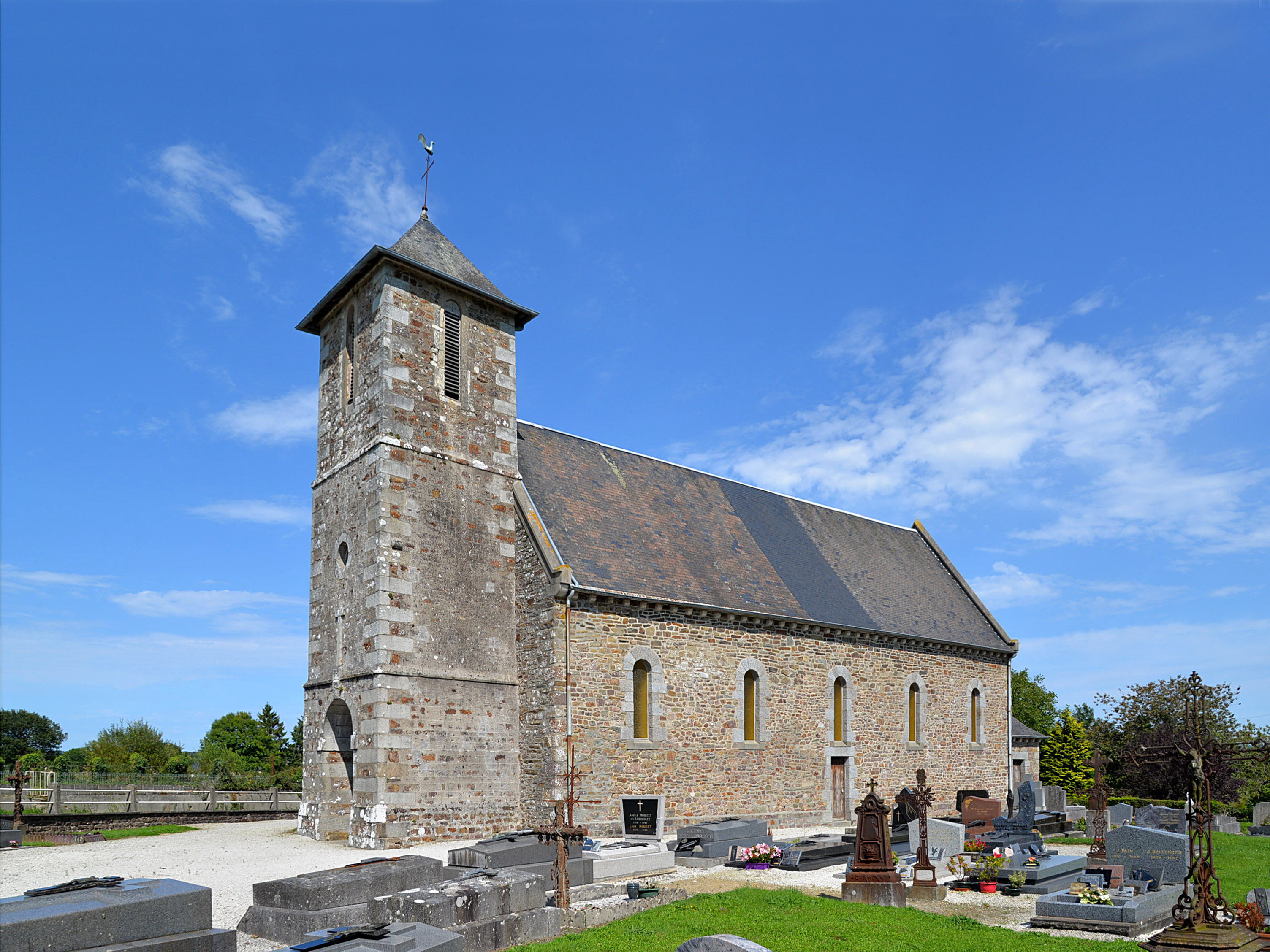
L'Église Saint-Job de Sourdeval-les-Bois/center>
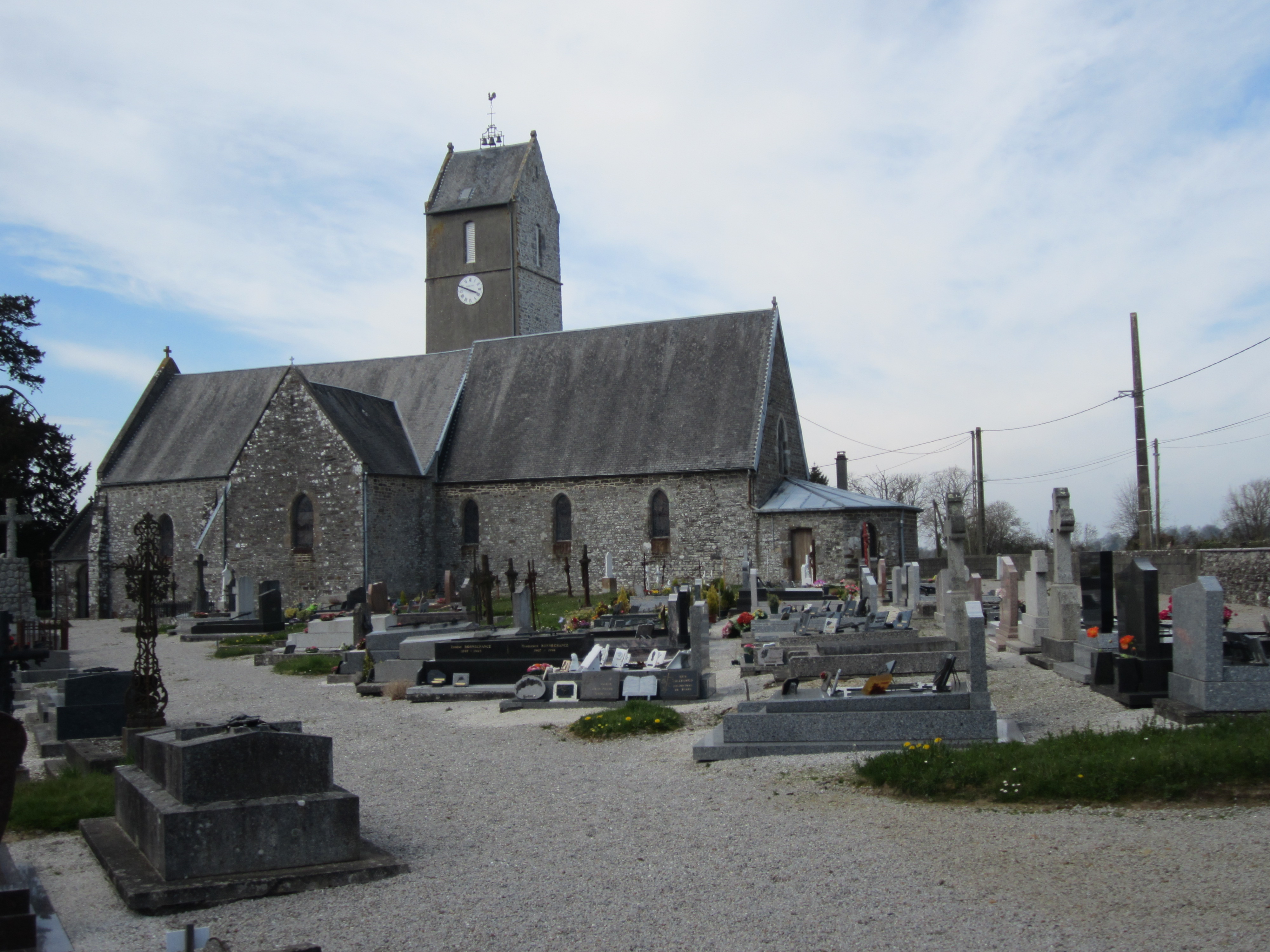
L'église Saint-Laurent du Mesnil-Rogues

#### Patrimoine naturel

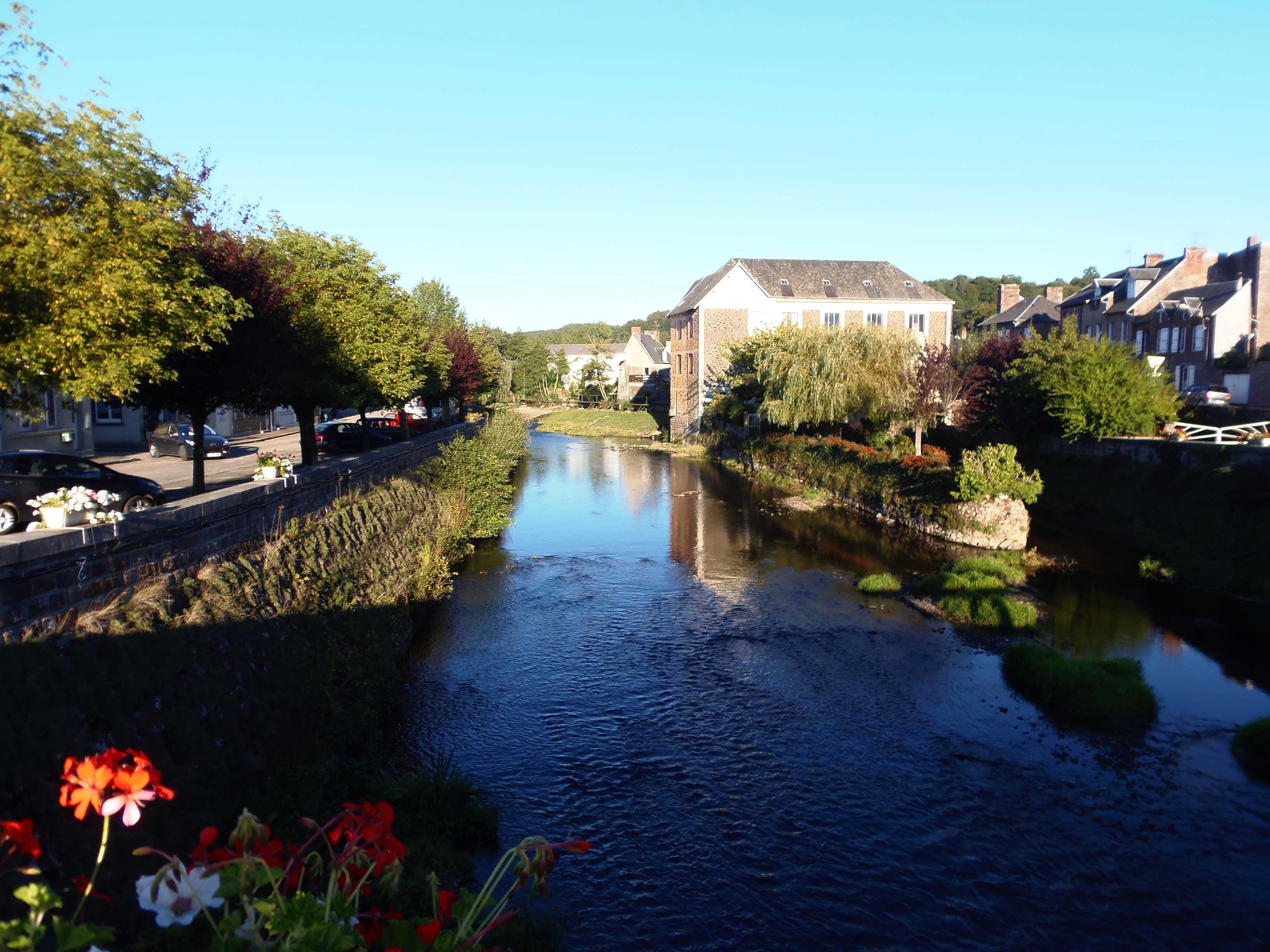
La Sienne.

- Vallées de la Sienne et de la Bérence. De nombreux sentiers passent à Gavray et aux alentours, ils sont généralement praticables à pied, en VTT et à cheval.
- Le parc botanique.

### Personnalités liées à la commune
- Armand Lebailly (1838 à Gavray - 1864), poète et littérateur romantique, auteur de deux recueils de poésies Italia mia et Les chants du Capitole, d'un roman Maria Grazia, d'une étude sur Hégésippe Moreau et d'une biographie de Mme de Lamartine. Il est enterré à Gavray où une rue porte son nom.
- Roland Vaudatin (1910-1979), ancien maire et conseiller général ayant donné son nom au collège.
- Bernard Beck (1914 à Gavray - 2009), premier président de la Cour des comptes.
- Bernard Cacquevel (1926-2017), maire du Mesnil-Rogue de 1953 à 2014, après dix mandats et 61 ans de présence à la tête de la commune.